# Prezenter

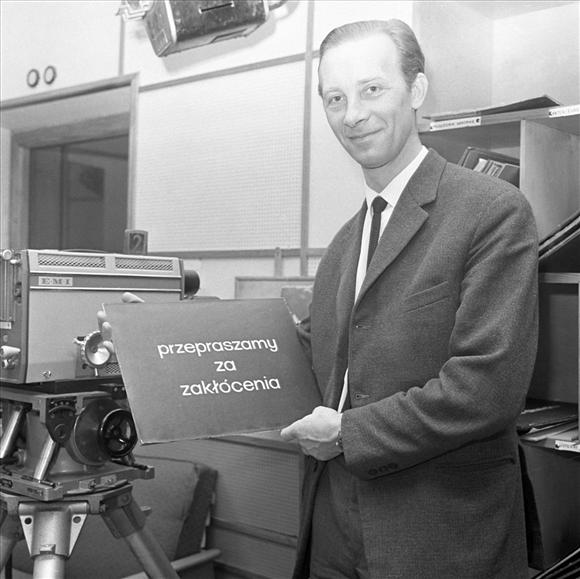
Pierwszy prezenter Telewizji Polskiej – Jan Suzin

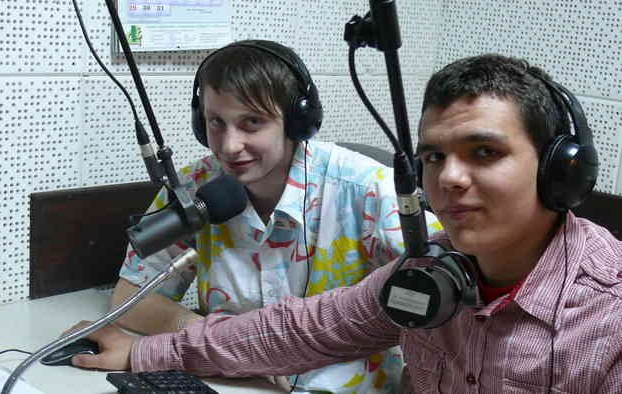
Prezenterzy radiowi podczas prowadzenia audycji

Prezenter (ang. presenter), inaczej spiker (ang. speaker) – osoba zapowiadająca lub prowadząca programy nadawane przez stację radiową lub telewizyjną (np. informacyjne, tematyczne, estradowe).
Zasadniczą rolą prezentera jest przedstawianie wiadomości lub informacji o następnej pozycji programu, ale pełni także funkcję gospodarza programu lub stacji. Prezenter może przeprowadzać, między innymi, wywiady z gośćmi programu i rozmawiać z korespondentami w terenie. Nieraz sam stanowi atrakcję programu lub jest jego gwiazdą, w efekcie czego zaczyna prowadzić własny program albo rozwija samodzielną karierę dziennikarską.
Pierwszymi spikerami Telewizji Polskiej byli Jan Suzin (od 1955), Eugeniusz Pach (od 1955) i Edyta Wojtczak (od 1957). Pierwszymi prezenterami prognozy pogody w Telewizji Polskiej byli Czesław Nowicki (od 1958) i Elżbieta Sommer (od 1963).